# Anurostreptus sculptus
Anurostreptus sculptus är en mångfotingart som beskrevs av Demange 1961. Anurostreptus sculptus ingår i släktet Anurostreptus och familjen Harpagophoridae. Inga underarter finns listade i Catalogue of Life.